# David Černý
Cet article possède un paronyme, voir Czerny.
Pour les articles homonymes, voir Cerny (homonymie).

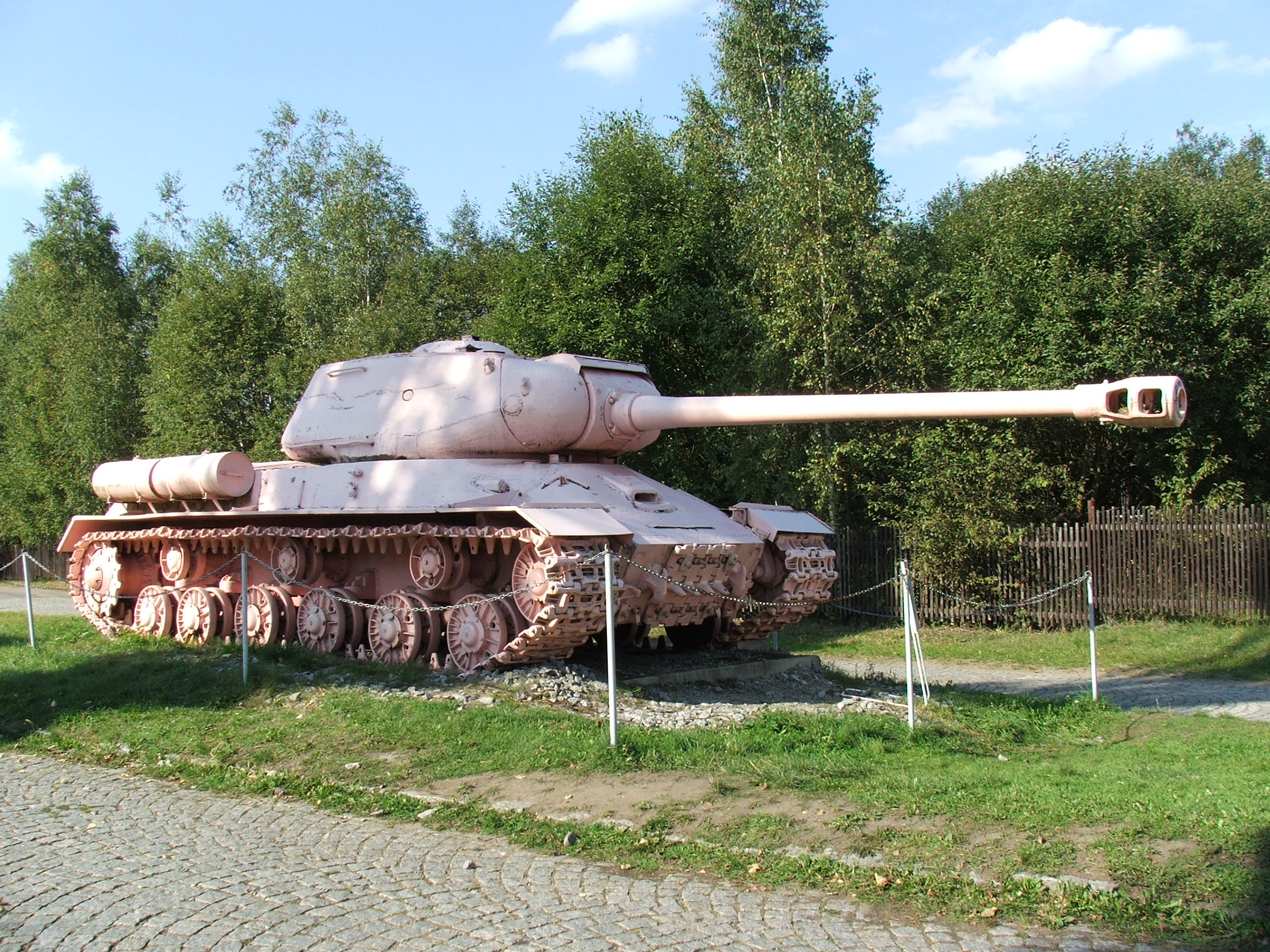
Le char JS-2 soviétique repeint en rose qui assure le début de célébrité pour Černý.

David Černý (né le 15 décembre 1967 à Prague) est un sculpteur tchèque et artiste conceptuel.

## Carrière d'artiste

### Une soudaine célébrité
Il est étudiant de l'École des arts appliqués de Prague entre 1988 et 1996. Il se rend célèbre en peignant en rose, le 21 avril 1991, avec un condisciple, le char Josef Stalin (JS-2) qui, érigé sur un piédestal, symbolise la libération de la ville de Prague par l'Armée rouge. Cela provoque, outre une célébrité immédiate en Tchécoslovaquie, la réaction diplomatique des autorités russes qui exigent que soit repeint, dans sa couleur d'origine le char d'assaut. Černý est envoyé en prison et le char d'assaut repeint en kaki. Mais cette attitude servile provoque une réaction : le char est immédiatement repeint en rose par des députés qui profitent de leur immunité parlementaire pour ce faire. Černý est libéré peu après et le JS-2 transféré au musée de l'armée dans sa robe verte originale avant d'être de nouveau peint en rose en accord avec David Černý le 18 juin 2011 dans le cadre de la Semaine de la liberté marquant le 20ème anniversaire du retrait des troupes soviétiques de Tchécoslovaquie. A cette occasion le char a été exposé sur une barge au milieu de la Vltava à proximité de l'ile des Archers jusqu'au 1er juillet 2011.

### Un artiste surréaliste
Parmi ses œuvres, toujours teintée d'un relent très tchèque de surréalisme, on mentionnera son Cheval (Kůň) qui orne, depuis 1999, la galerie marchande du palais Lucerna, adjacente à la place Venceslas. Cette œuvre représente le saint-roi tchèque Venceslas tel qu'il est représenté en haut de la place Venceslas, dans une statue équestre connue de tous les Pragois. Mais son cheval, mort, est suspendu par les pattes au plafond du dôme de la galerie et Venceslas, l'air de rien, continue de manifester sa superbe de souverain fondateur du pays, assis sur le ventre de son peu fier destrier. Ses poupons surdimensionnés et noirs, installés en 2000 pour partir à l'assaut de la tour de télévision de Žižkov, font également partie de cette « geste » surréaliste, émaillant l'espace public tchèque. David Černý a également proposé de placer une statue monumentale d'un onaniste sur le fronton du Théâtre national, haut-lieu symbolique de la culture tchèque mais l’œuvre n'a jamais été réalisée.
Il est lauréat du prix Jindřich Chalupecký, créé par Václav Havel et Jiří Kolář, entre autres, qui récompense un jeune artiste de moins de 35 ans et qui est devenu une sorte de « prix Goncourt » des arts plastiques tchèques, toujours très suivi et parfois très controversé.

### Entropa, une œuvre polémique
Il est aussi l'auteur d’Entropa, une sculpture installée en janvier 2009 dans l'atrium du bâtiment bruxellois du Conseil de l'Union européenne par la République tchèque pour marquer le début de la présidence tchèque du Conseil, sculpture qui a provoqué un certain scandale. « Vendu » comme le projet collectif de 27 artistes représentant leur pays, Entropa est en fait l'œuvre du seul David Černý. Les vingt-six autres artistes n'étaient qu'imaginaires comme leurs biographies décrites dans le catalogue distribué. Plusieurs pays y sont représentés d'une manière peu flatteuse. L'hexagone français est barré d'une banderole annonçant « grève », l'Allemagne n'est elle que tronçons d'autoroutes formant ce que certains interprètent comme une espèce de svastika (à noter que le dessin final est différent de celui que l'on trouve dans le catalogue, ce qui est vrai pour d'autres parties de l'œuvre…), l'Italie est un terrain de football où les joueurs esquissent des mouvements obscènes, l'Espagne est couverte de béton, en Pologne, des prêtres en soutane plantent le drapeau arc-en-ciel symbole de la communauté homosexuelle, aux Pays-Bas, seuls quelques minarets émergent des flots, la Belgique se présente comme une boîte de pralines, le Luxembourg est « à vendre », l’Autriche est un pré vert avec, au milieu, d’immenses tours de refroidissement de centrales nucléaires, le Danemark est un assemblage de briques Lego, la Suède, un meuble en kit, la Roumanie devient Dracula-land. Quant à la Bulgarie, elle est figurée par des toilettes turques : « Notre projet, explique l'artiste bulgare fictive Elena Jebedova, [...] énervera beaucoup de monde - c’est ce qui m’intéresse d’ailleurs, provoquer un scandale, notamment chez nous. C’est un geste punk, volontairement primitif et vulgaire, scatologique à la manière pubertaire. » L'artiste imaginaire n'avait pas tort : la Bulgarie a demandé que l'on retire la partie de l'œuvre qui la représente. La République tchèque n'est pas épargnée par la dérision de l'auteur qui illustre son pays natal par un écran lumineux où défilent les « formules géniales » du Président Václav Klaus comme : « le réchauffement de la planète est un mythe. Je pense que tous les gens et tous les scientifiques sérieux le disent. » Le pot aux roses a été découvert le 13 janvier, ce qui n'a pas empêché la présidence tchèque d'inaugurer l'œuvre le 15 janvier, avalisant ce geste artistique où l'auto-dérision croise la liberté artistique.

## Galerie

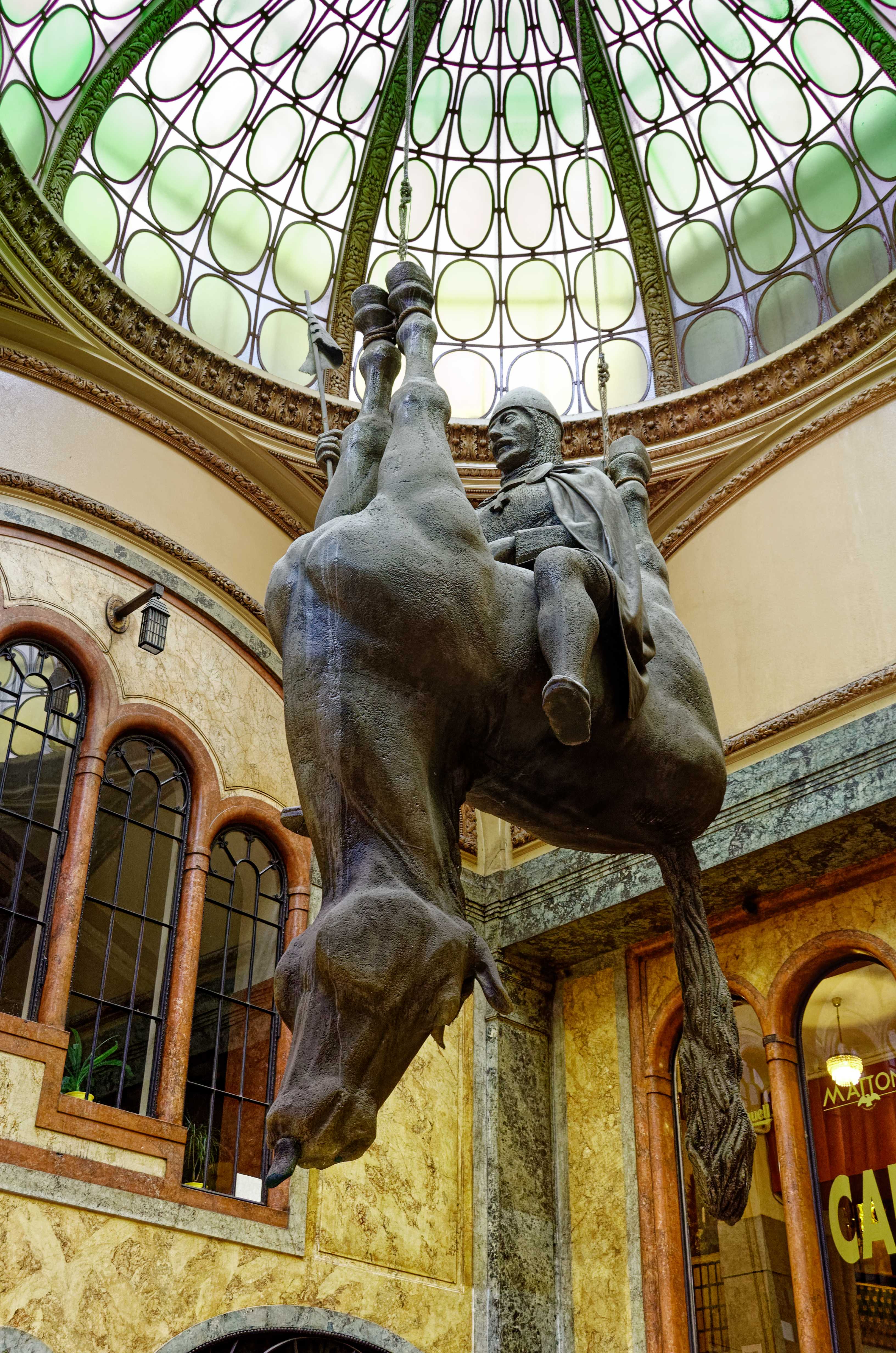
Cheval dans le passage du Palais Lucerna.
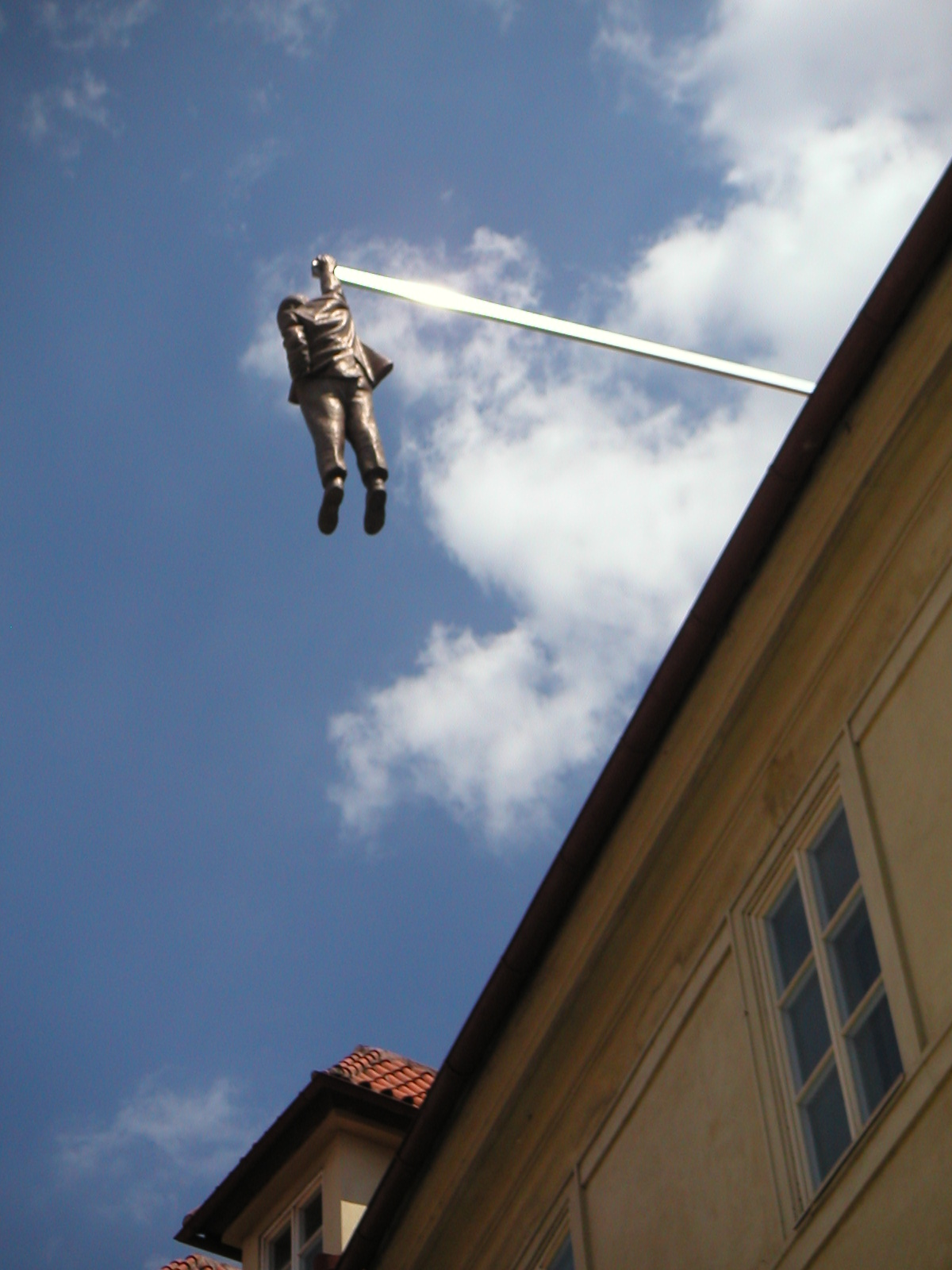
Homme se tenant par une main dans une rue de Prague.
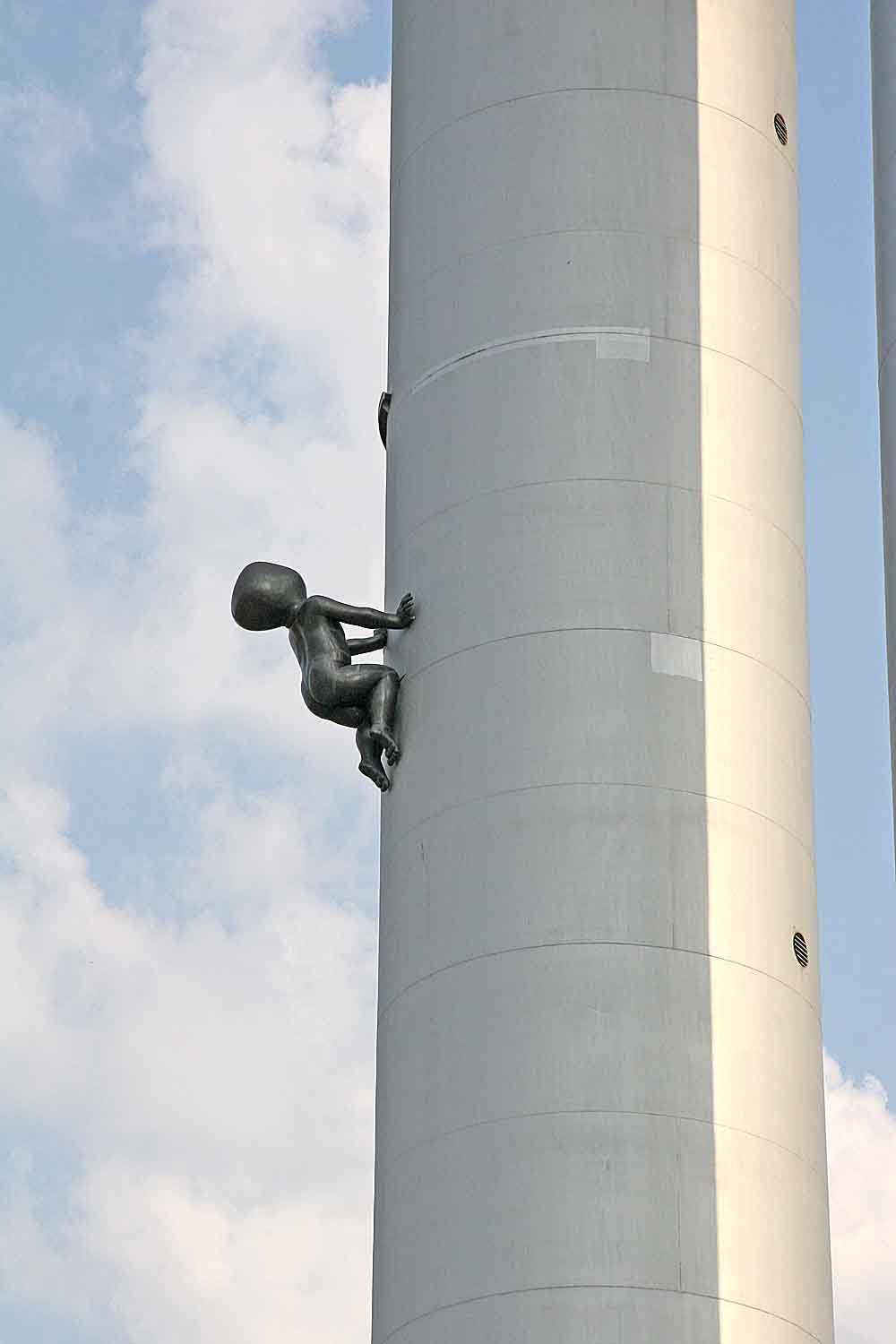
Poupons sur la tour émettrice de Žižkov
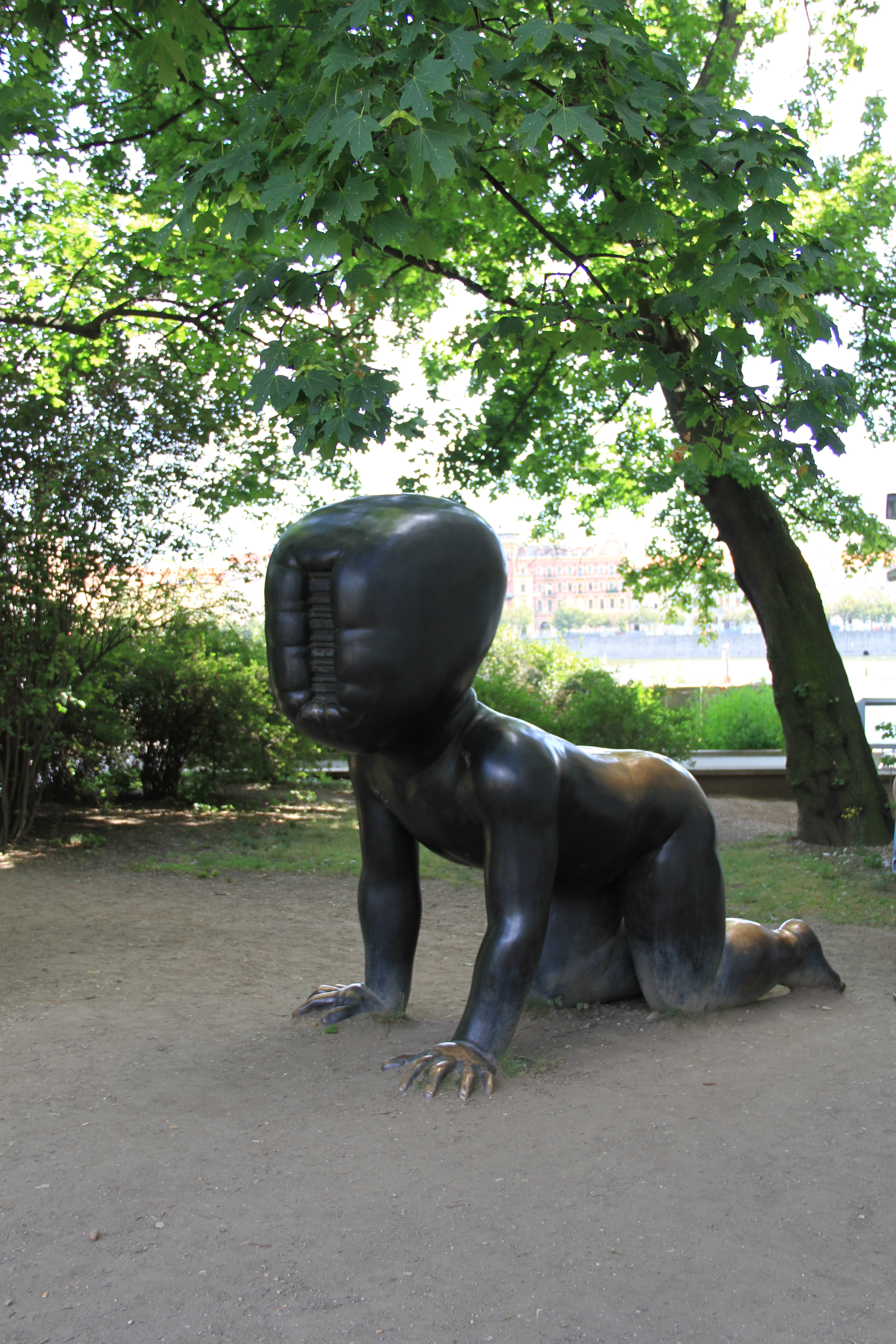
Bébé dans le parc Kampa de Prague
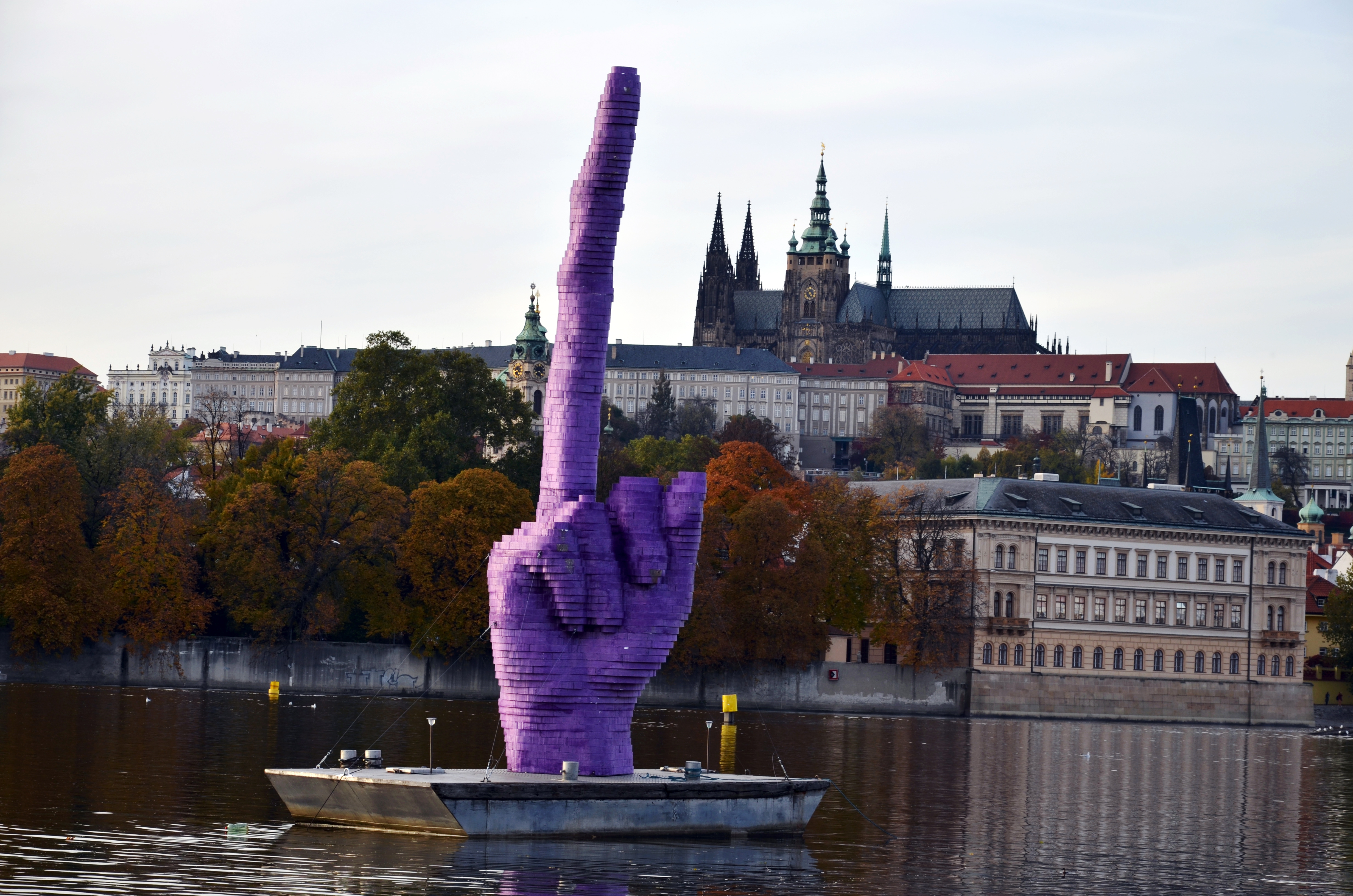
Gesture, David Černý, 21.10.2013, Prague
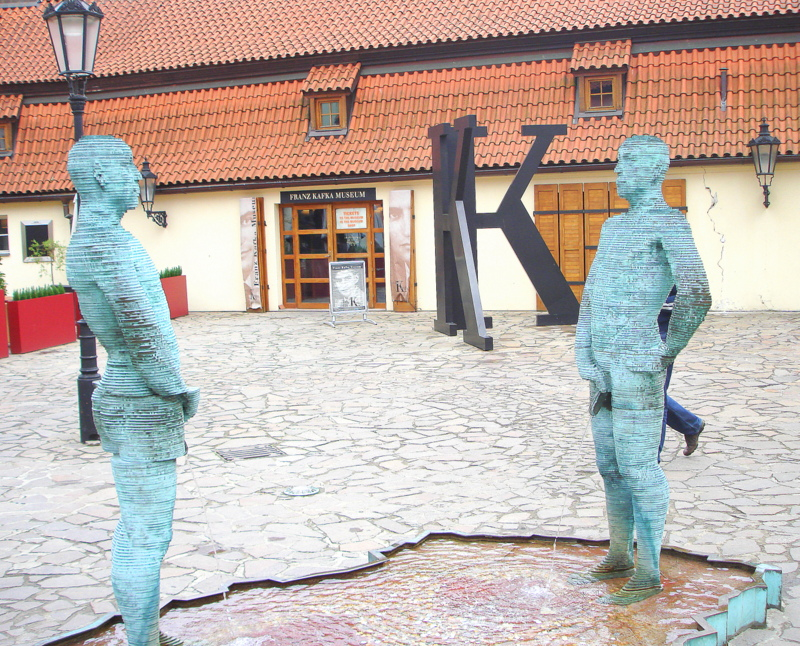
Hommes pissant, devant le Musée Franz Kafka à Prague
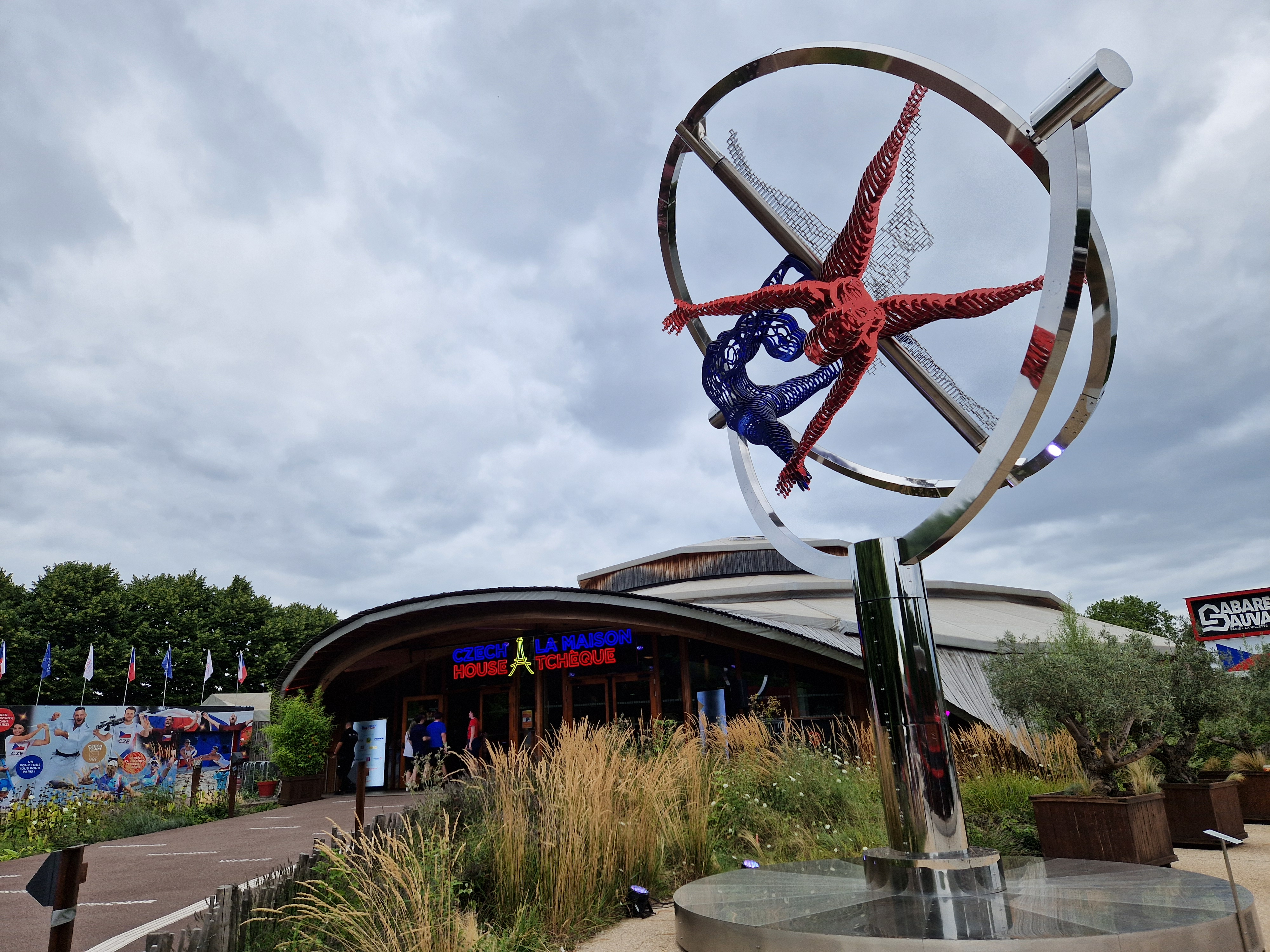
Un hommage à la gymnaste Věra Čáslavská exposé lors des Jeux Olympiques 2024 devant le Cabaret Sauvage, lieu de célébration du comité national olympique de République Tchèque.